# Ferrocyanure de potassium
Ne doit pas être confondu avec Ferricyanure de potassium.
Le ferrocyanure de potassium, aussi appelé hexacyanoferrate (II) de tétrapotassium ou prussiate jaune, est un sel complexe de formule K4[Fe(CN)6], généralement trihydraté. Il se présente sous la forme de cristaux jaune citron solubles dans l'eau et insolubles dans l'éthanol.
Ce composé est stable à température ambiante, mais en contact avec de l'acide, il se décompose, notamment en cyanure d'hydrogène HCN, un gaz très toxique (classement R32 de la directive 67/548/CEE). La toxicité chez le rat est faible, la dose létale (DL50) à 6 400 mg / kg. Il est toxique pour l'homme au-delà de 30 g (atteinte des reins, albuminurie).
Il n'est pas décomposé en cyanure dans le corps humain mais il émet des fumées toxiques de cyanure et d'oxydes d'azote lorsqu'il est chauffé jusqu'à décomposition (>400 °C).
Il réagit avec les ions Fer (III) pour former un complexe insoluble bleu appelé bleu de Turnbull ou bleu de Prusse selon la réaction :
K+ + Fe3+ + [Fe(CN)6]4 - → KFe[Fe(CN)6]
Il réagit aussi avec les ions Fer (II) pour former un précipité blanc selon la réaction :
2 K+ + Fe2+ + [Fe(CN)6]4 - → K2Fe[Fe(CN)6]
Ce précipité s'oxyde à l'air pour former du bleu de Prusse.

## Utilisation
- Il est utilisé pour synthétiser le ferricyanure de potassium.
- C'est un additif alimentaire (E536), utilisé comme anti-agglomérant notamment pour le sel fin de cuisine.
- Il est utilisé en œnologie pour le collage des vins blancs ou rosés présentant un excès de fer ou de cuivre afin de faire précipiter ces métaux responsables de la casse métallique (altération du vin entraînant une modification de sa couleur et une perte de limpidité[7]). Ce traitement doit être fait dans des conditions très réglementées et sous le contrôle d'un œnologue[8].

## Histoire
Historiquement, il est à l'origine de la création du diplôme national d'œnologue, en 1955, les pouvoirs publics estimant nécessaire de former des techniciens compétents et responsables pour réaliser l'opération.
Le collage au ferrocyanure de potassium des vins présentant des sucres résiduels était pratiqué et permettait de réduire la teneur du vin en micronutriments utilisables par les levures responsables de refermentations spontanées.
Le déferrage des vins rouges par collage au ferrocyanure de potassium est interdit car il est impossible de contrôler l'absence de résidus de ferrocyanure (dissous ou en suspension) dans le vin du fait de la coloration du vin liée à la présence d'anthocyanes.